# Clémencey
Clémencey korábbi község (település) Franciaországban, Côte-d’Or megyében. 2019. január 1-jén Quemigny-Poisot községgel egyesült és Valforêt új község része lett.
Lakosainak száma 121 fő (2018. január 1.). Clémencey Fleurey-sur-Ouche, Quemigny-Poisot, Urcy, Brochon, Chambœuf, Couchey, Fixin és Flavignerot községekkel határos.

## Népesség
A település népességének változása:
| Lakosok száma | 122  | 121  | 124  | 121  | 121  |
|               | 2013 | 2015 | 2016 | 2017 | 2018 |